# Station nationale d'essais de semences
 (juillet 2020).
La station nationale d'essais de semences est créée le 15 avril 1884 par l'agronome français Émile Schribaux avec comme première mission de contrôler l’identité et la qualité des semences vendues. Elle est d'abord complètement installée à la ferme expérimentale de Joinville-le-Pont avant d'être transférée en 1889 à l'Institut national agronomique à Paris, organisme auquel elle est rattachée en 1922. Elle est rattachée depuis 1971 au Groupe d'étude et de contrôle des variétés et des semences (GEVES).
Installé depuis 1993 à Beaucouzé, ce Laboratoire national de référence effectue les analyses des semences pour le compte du Service officiel de contrôle et de certification (SOC).

## Missions de la SNES
- Analyse de la qualité des semences et des lots de semences pour les services officiels de certification, les organismes réglementaires et les professionnels dans le contexte national et international ;
- formation d'analystes pour la qualité des semences ;
- monitoring de laboratoires d'entreprises privées ;
- recherche méthodologique.

La SNES est membre de l'ISTA (en) (International Seed Testing Association) et de l'ISHI (International Seed Health Initiative) et est impliquée dans différents autres groupes internationaux et nationaux de travail (Institut International de Recherche Betteravière, CTPS, etc.)

## Organisation
Il existe cinq laboratoires :
- - Germination ;
  - Analyses physiques ;
  - Pathologie ;
  - Biologie moléculaire ;
  - Échantillonnage et Service clients.

L’organisation compte 77 agents permanents, effectuant 80 000 analyses par an ; l’expertise porte sur huit groupes d'espèces (au total, 936 espèces), répartie en quatorze groupes d'essais.
Deux accréditations :
- - internationale : ISTA ;
  - nationale : COFRAC.